# Mark Dusharme
Mark Allen Dusharme (San Diego, 23 maggio 1981) è un pallavolista statunitense.
Gioca nel ruolo di opposto nel CSM Bucarest.

## Carriera
La carriera di Mark Dusharme inizia a livello scolastico, giocando per la formazione della sua scuola, la Bonita Vista High School; parallelamente entra a far parte delle selezioni giovanili statunitensi, con le quali, pur non vincendo alcuna medaglia, viene premiato come miglior muro al campionato nordamericano Under-19 1999. Terminate le scuole superiori, entra a far parte della squadra della sua università, la Southern California, giocando nella NCAA Division I dal 2000 al 2003.
Al termine della carriera universitaria, inizia a lavorare come manager, mettendo da parte la pallavolo per quattro anni. Solo nel 2007 torna in campo, iniziando la carriera professionistica in Repubblica Ceca con l'Opava: l'esperienza si rivela però breve, così dopo qualche mese passa all'Hurrikaani-Loimaa, col quale gioca per tre annate nella SM-Liiga finlandese. Dopo una esperienza in Slovenia col Kamnik, nella stagione 2011-12 gioca nella Volley League greca col Pamvochaïkos. Nella stagione seguente gioca in Francia col Tourcoing, che tuttavia lascia già nel mese di dicembre, per poi firmare per il resto della stagione col TED Ankara, nella Voleybol 1. Ligi turca.
Nel campionato 2013-14 è nuovamente al Pamvochaïkos, che lascia nuovamente nel campionato seguente, quando va a giocare nel campionato cadetto turco con l'Afyonkarahisar, che tuttavia lascia a dicembre, tornando nuovamente al Pamvochaïkos per il resto della stagione.
Nella stagione 2015-16 gioca nella Divizia A1 rumena col CSM Bucarest.

## Palmarès

### Premi individuali
- 1998 - Campionato nordamericano Under-19: Miglior muro